# Астапович, Аркадий Антонович
Аркадий Антонович Астапо́вич (бел. Аркадзь Антонавіч Астаповіч; 18 [30] сентября 1896, Минск — 21 сентября 1941, под Орлом) — белорусский советский художник-график.

## Биография
Родился в Минске, вырос в Гродно.
После окончания Гродненской мужской гимназии (1906—1914), поступил в Санкт-Петербургский политехнический институт имени Петра Великого. В 1915—1916 обучался на графическом отделении Рисовальной школы Императорского общества поощрения художеств в Санкт-Петербурге. Ученик И. Билибина.
В 1920—1922 — в Рисовальной школе в Харькове. Позже в 1922—1929 преподавал черчение, рисование и математику на родине отца, в селе Новосёлки под Минском и Минске.
Член Всебелорусского объединения (ассоциации) художников (ВОХ).
Участник Великой Отечественной войны. Погиб в начале боевых действия 21 сентября 1941 года в бою под Орлом.
Место захоронения Аркадия Астаповича состоянием на 2021 год не известно. Возможно, это братская могила ВМЦ 32-909 двадцати трех неизвестных бойцов, погибших 17-21 августа 1941 года, на кладбище села Рухов, или братская могила ВМЦ 32-873 трех неизвестных офицеров-танкистов, погибших сентябрем 1943 года, на кладбище села Березина. Послевоенным временем в обе могилы переносят останки неизвестных солдат, найденные в окрестностях.

## Семья
Сестра Зинаида Астапович (по мужу Бочарова; 1898-1993), тоже была художницей и Зоя (1907-1976), историк, доцент, заместитель заведующего кафедрой истории СССР Академии общественных наук в Москве.
В браке с Ниной Григорьевной Якубович имел двух сыновей, Арсений (1926-1960) и Валентин(1932-1993), которые стали архитекторами

## Творчество
Аркадий Астапович — мастер лирического пейзажа в довоенной белорусской графике. Сделал значительный вклад в развитие графического пейзажа. Автор графических работ (пейзажей, портретов, композиций). Создал ряд книжно-журнальных иллюстраций и живописных полотен (пейзажи, натюрморты).
Излюбленная техника — чёрная акварель в соединении с живописной штриховкой чёрной тушью, а также техника линогравюры
Произведения Астаповича экспонировались на первой, второй, третьей, пятой Всебелорусских выставках, выставке «Изобразительное искусство Белорусской ССР» (Москва, 1940 г.). Более 200 произведений Астаповича находятся в коллекции Национального художественного музея Республики Беларусь.

## Избранные работы
- Дворик (первая половина 1920-х гг.)
- 1923 — Март (одна из наиболее популярных работ художника)
- 1923 — Ранняя весна
- Дуб. Улей (вторая половина 1920-х-1930-е гг.)
- 1926 — Заводские корпуса
- 1926 — В годы разрухи
- 1927 — Зима
- 1927 — Полёт
- 1927 — Первые тракторы
- 1930 — Красноармеец
- 1932 — Обработка льна
- 1933 — Дождь

## Галерея
|  |  |  |  |  |

## Память
- Мемориальная доска на бывшем здании школы, где работал белорусский художник Аркадий Астапович, в Новосёлки Пуховичского района Минской области